# Аросениус, Карин
Карин Аросениус (швед. Karin Arosenius, полное имя Karin Magdalena Arosenius; 1851—1932) — шведский скульптор.

## Биография
Родилась 29 июля 1851 года в Норрчёпинге в семье производителя текстиля Йохана Аросениуса (Johan Arosenius).
Сначала обучалась в колледже ремесел Konstfack в Стокгольме, затем в стокгольмской Королевской академии свободных искусств в 1870–1874 годах и затем в Копенгагене, Риме и Париже. Карин Аросениус стала первой женщиной, когда-либо поступившей на курс скульптуры в шведскую Королевскую академию. За ней последовала Ида Эрикссон-Молард в 1872 году и Каролина Бенедикс-Брюс в 1881 году.
В начале 1890-х годов Карин находилась в Париже и посещала колонию художников в Гре-сюр-Луэн, где общалась с Каролиной Бенедикс-Брюс, Уильямом Брюсом, Эммой Чэдвик, Фрэнсисом Чэдвиком, Карлом Трэгордом, Юстусом Лундегордом, Готтфридом Каллстениусом и Гердой Роосвал-Каллстениус. До этого Аросениус однажды посещала эту художественную колонию в 1884 году, в период её расцвета.
С портретами и статуэтками с жанровыми мотивами она выставлялась на Парижских салонах в 1885, 1886 и 1888 годах. Присутствовала на Всемирной выставке в Париже в 1889 году, а также на выставках в Швеции.
В течение последних лет жизни Аросениус болела и умерла в 1932 году в городе Фолькярна лена Далларна. Была похоронена на Старом кладбище в Уппсале, на её надгробии установлена скульптура в виде спящего мальчика, которую создала она сама.
Замужем Карин Аросениус не была, детей не имела.